# Bérengeville-la-Campagne
Bérengeville-la-Campagne är en kommun i departementet Eure i regionen Normandie i norra Frankrike. Kommunen ligger i kantonen Le Neubourg som tillhör arrondissementet Évreux. År 2022 hade Bérengeville-la-Campagne 330 invånare.

## Befolkningsutveckling
Antalet invånare i kommunen Bérengeville-la-Campagne
Referens:INSEE